# Томас Кукулудис
Томас Кукулудис (на гръцки: Θωμάς Κουκουλούδης) e македонски грък, учител и революционер, деец на гръцката въоръжена пропаганда в Ениджевардарско.

## Биография
Роден е в урумлъшката паланка Гида, която тогава е в Османската империя, днес Александрия, Гърция. Става гръцки учител в българската паланка Гумендже, а по-късно и в Солун. Присъединява се към гръцкото революционно движение като агент от ІІ ред. Координира акциите на гръцките чети и подпомага действията на капитаните Яни Рамненски и Георгиос Пападопулос.